# دنيس هولينغسوررث
دنيس هولينغسوررث هو سياسي أمريكي، ولد في 12 يناير 1967 في هيميت في الولايات المتحدة. نشط حزبياً في الحزب الجمهوري. وقد انتخب عضو مجلس ولاية كاليفورنيا ‏ وانتخب عضو جمعية ولاية كاليفورنيا ‏.